# The Killing Fields (film)
The Killing Fields is een Britse dramafilm uit 1984 onder regie van Roland Joffé. Het verhaal is gebaseerd op de waargebeurde geschiedenis van Choeung Ek, beschreven door Christopher Gudson.
The Killing Fields werd genomineerd voor zeven Oscars, waarvan het die voor beste camerawerk, beste montage en beste bijrolspeler (Haing S. Ngor) daadwerkelijk won. Daarnaast kreeg de film meer dan twintig andere prijzen toegekend, waaronder acht BAFTA's, een Golden Globe (voor Ngor) en een speciale prijs van de Political Film Society.

## Verhaal

### Inname van Pnomh Penh
De film betreft een relaas over ware gebeurtenissen in 1973-1979 voor en na de val van het regime van dictator Lon Nol van Cambodja en de terugtrekking van de Amerikaanse troepen waarmee een einde kwam aan de Vietnamoorlog waarin ook Cambodja een deel van het strijdtoneel was geworden. Het verhaal begint in de Cambodjaanse hoofdstad Phnom Penh, in 1973-'75. Dith Pran, een Cambodjaanse journalist en tolk voor The New York Times, wacht op de aankomst van verslaggever Sydney Schanberg (Sam Waterston). In 1975, worden de ambassades in Phnom Penh geëvacueerd bij de nadering van de oprukkende Rode Khmer, een gevreesde radicaal-communistische beweging. Schanberg stelt de evacuatie van Pran, zijn vrouw en hun vier kinderen veilig. Pran staat er echter op achter te blijven om Schanberg te helpen. De Rode Khmer trekt triomfantelijk de hoofdstad binnen. Tijdens een parade door de stad ontmoet Schanberg zijn collega-journalist Rockoff. Ze worden later opgewacht door een detachement van de Rode Khmer, die hen onmiddellijk arresteert. De groep wordt door de stad meegenomen naar een achterafsteegje waar gevangenen worden vastgehouden en geëxecuteerd. Pran, ongedeerd omdat hij een Cambodjaanse burger is, slaagt erin het leven van zijn vrienden te sparen. Ze verlaten Phnom Penh niet, maar trekken zich terug in de Franse ambassade. De Rode Khmer beveelt alle Cambodjaanse burgers in de ambassade uit te leveren. Wetende dat Pran gevaar loopt, proberen Rockoff en collega-fotograaf Jon Swain van The Sunday Times een Brits paspoort voor Pran te vervalsen, maar het bedrog mislukt wanneer bij het provisorisch afdrukken en fixeren van de benodigde pasfoto het beeld van Pran vervaagt tot niets. Pran wordt overgedragen aan de Rode Khmer. Schanberg moet als westerse journalist het land verlaten en zijn Cambodjaanse tolk en vriend achterlaten, wanneer de Rode Khmer een terreurbewind begint over het land dat herdoopt wordt tot Democratisch Kampuchea.

### Terreurbewind van de Rode Khmer
De film geeft vervolgens een indringend beeld van het schrikbewind van het regime, dat na enkele jaren, begin 1979, ten val zou worden gebracht door een Vietnamese invasie. Onder dit regime vonden massamoorden plaats, waarbij  mogelijk een paar miljoen mensen om het leven kwam. Na de inname van de overbevolkte hoofdstad voerden de Rode Khmer vele duizenden inwoners naar het platteland om hen daar zware dwangarbeid te laten verrichten om een egalitaire heilstaat op te bouwen, waarin het individu niet telde en alles diende op te offeren aan de gemeenschap. Alle al dan niet vermeende dissidenten die een obstakel leken om deze heilstaat te verwezenlijken werden daarbij vermoord. 
Dith Pran stuit tijdens zijn vlucht op de macabere knekelvelden waar de slachtoffers van deze massamoorden werden achtergelaten, die waren bezaaid met de overblijfselen van vermoorde tegenstanders en vermeende tegenstanders van de Rode Khmer. Na de revolutie in hun "jaar 0" wilden zij een nieuw begin aan de geschiedenis maken, het volk "heropvoeden" en het land "zuiveren" van oude en westerse invloeden. Daarbij keken zij niet op een mensenleven meer of minder. Aan deze velden ontleende het boek van Christopher Hudson en de verfilming de titel.
Na zijn terugkeer in New York begint Schanberg ondertussen een persoonlijke campagne om Pran te lokaliseren; hij schrijft brieven aan verschillende hulporganisaties en heeft nauw contact met de familie van Pran in San Francisco.
In Cambodja is Pran inmiddels een dwangarbeider geworden onder het "Jaar Nul" -beleid van de Rode Khmer, een terugkeer naar de agrarische productiewijze. Pran wordt ook gedwongen om propagandistische lessen bij te wonen, waar velen heropvoeding ondergaan. Omdat intellectuelen er hun leven niet zeker zijn, veinst Pran een niet-ontwikkeld persoon te zijn, een voormalig taxi-chauffeur. Uiteindelijk probeert hij te ontsnappen, maar wordt opnieuw gepakt. Voordat hij wordt gevonden door leden van de Rode Khmer, stuit hij op een van de beruchte "killing fields" van het Pol Pot-regime.
In 1976 ontvangt Schanberg een Pulitzerprijs voor zijn berichtgeving over het Cambodjaanse conflict. Tijdens de ceremonie vertelt hij het publiek dat de helft van de erkenning voor de onderscheiding aan Pran toekomt. Schanberg wordt in het toilet geconfronteerd met Rockoff, die hem hardvochtig beschuldigt dat hij niet genoeg heeft gedaan om Pran te lokaliseren en dat hij zijn vriend heeft gebruikt om de prijs te winnen. Hoewel Schanberg aanvankelijk zijn inspanningen verdedigt, geeft hij uiteindelijk toe dat Pran bleef vanwege wat Schanberg wilde.

### Ontsnapping en hereniging
Pran wordt ondertussen in Kampuchea -het Cambodja van de Rode Khmer- toegewezen aan de leider van een ander gevangenenkamp, een man genaamd Phat, en wordt de verzorging van diens jonge zoon toevertrouwd. Pran blijft zich gedragen als een ongeschoolde, ondanks pogingen van Phat hem te ontmaskeren. Phat wordt hem welgezind, begint Pran te vertrouwen en vraagt hem om zijn zoon te beschermen in het geval dat hij zou worden gedood. Tijdens de grensoorlog van de Rode Khmer met Vietnam ontdekt Pran dat de zoon van Phat Amerikaans geld heeft en een kaart die naar veiligheid leidt. Wanneer Phat probeert de jongere Rode Khmer-officieren ervan te weerhouden meerdere kameraden te doden, wordt hij neergeschoten. In de verwarring ontsnapt Pran met enkele andere gevangenen. Ze beginnen aan een lange overlevingstocht door de jungle met Phat's zoon. De groep splitst zich later en drie van hen gaan in een andere richting; Pran blijft de kaart volgen met de vierde man. Prans metgezel trapt echter een landmijn terwijl hij de jongen vasthoudt. Terwijl Pran de man smeekt om hem de jongen te geven, explodeert de mijn en doodt het paar. Pran gaat alleen verder door de jungle, totdat hij uiteindelijk een veilig Rode Kruis-kamp vindt nabij de grens met Thailand.
In de Verenigde Staten ontvangt Schanberg het bericht dat Pran nog leeft en veilig is, en hij reist naar het Rode Kruis-kamp en wordt blij herenigd met Pran. Hij vraagt Pran hem te vergeven; Pran antwoordt met een glimlach: "Niets te vergeven, Sydney", terwijl de twee elkaar omhelzen.

## Rolverdeling
| Acteur                | Personage         | Omschrijving                                        |
| --------------------- | ----------------- | --------------------------------------------------- |
| Sam Waterston         | Sydney Schanberg  | de Amerikaanse journalist die Cambodja mag verlaten |
| Haing S. Ngor         | Dith Pran         |                                                     |
| John Malkovich        | Alan 'Al' Rockoff | Amerikaanse collega van Schanberg                   |
| Julian Sands          | John Swain        | Britse collegha van Schanberg                       |
| Craig T. Nelson       | Major Reeves      |                                                     |
| Spalding Gray         |                   | Amerikaanse diplomaat                               |
| Bill Paterson         | Dr. MacEntire     |                                                     |
| Athol Fugard          | Dr. Sundesval     |                                                     |
| Graham Kennedy        | Dougal            |                                                     |
| Katherine Krapum Chey | Ser Moeum         |                                                     |
| Oliver Pierpaoli      | Titony            |                                                     |
| Edward Entero Chey    | Sarun             |                                                     |

## Muziek
De muziek voor de film werd gecomponeerd en geproduceerd door Mike Oldfield. Voor de muziek bij de aftiteling werd gekozen voor Imagine van de enkele jaren eerder vermoorde zanger en vredesactivist John Lennon.